# Edmundo González-Blanco
Edmundo González-Blanco (Luanco, 1877-Madrid, 1938) fue un filósofo, traductor y escritor español.

## Biografía
Hermano del crítico y novelista Andrés González-Blanco, traductor y del periodista Pedro González-Blanco. Realizó traducciones del inglés (William Blake, Agatha Christie, Carlyle, Morley, Emerson, Hume, George, Ruskin, De Quincey, James Mark Baldwin, W. Hailman), del alemán (Høffding, Schopenhauer, Nietzsche), del francés (Alfred Fouillé, Guizot, Girard, Renan), del italiano (Benedetto Croce, Maquiavelo) y del griego (Aristóteles).
Suya es una famosa versión, la primera completa, de los Evangelios apócrifos (Madrid, 1934, 3 vols., reimpresa en 2 tomos por Hyspamérica Ediciones Argentina, 1985) y una, en compañía de Antonio Zozaya, de El mundo como voluntad y representación (1896-1902) de Schopenhauer y de otras muchas obras de este autor; también le pertenece una traducción, más recóndita, de The Marriage of Heaven and Hell de Blake en 1928. Editó y estudió, de Francisco Alvarado (1756-1814), Las cartas inéditas del Filósofo Rancio... Nuevamente publicadas y precedidas de un estudio crítico por Edmundo González-Blanco (Madrid: J. Jagües Sanz, 1915).
Escribió ensayos en La Lectura, España Moderna, Helios y Nuestro Tiempo, y publicó exentos Iberismo y germanismo, 1917; Los orígenes de la religión; Alemania y la guerra europea, 1917; El materialismo, 1907, Filosofía de la naturaleza, Jovellanos: su vida y su obra; Strauss y su tiempo; Voltaire; Historia del periodismo, 1920; El mundo invisible, 1929; La mujer según los diferentes aspectos de su espiritualidad, 1930. Novelas suyas son Etapas de una degradación y Jesús de Nazaret. Intentó el teatro con Muerte militar.
Falleció en abril de 1938.

## Homenajes
En Luanco hay una calle llamada «Hermanos González Blanco».

## Obras

### Ensayo
- El Materialismo: combatido en sus principios cosmológicos y psicológicos. Madrid: Librería General de Victoriano Suárez, 1906.
- Biblioteca de Ciencia, Literatura y Religión, Madrid: [Ambrosio Pérez y Compañía], 1906.
- Discursos sobre filosofía de la naturaleza. Madrid: Librería General de Victoriano Suárez, 1909.
- Los orígenes de la religión, Madrid: Biblioteca Ateneo de Autores Españoles, 1909-¿1911?. 2 vols.
- Jovellanos: su vida y su obra. [Madrid]: Imprenta Artística Española, 1911.
- Strauss y su tiempo. Madrid: V. Prieto y Comp.ª, 1911.
- España ante el conflicto europeo (Tres estudios): iberismo y germanismo. Valencia: Cervantes, 1917.
- Alemania y la guerra europea, 1917.
- Iberismo y germanismo, 1917
- Voltaire. Su biografía. Su característica. Su labor. Madrid: Editorial América, ¿1918?.
- Costa y el problema de la Educación Nacional. Barcelona: Cervantes, 1920.
- Historia del periodismo (desde sus comienzos hasta nuestra época), 1920.
- El mundo invisible, Madrid: Mundo Latino, 1927.
- La familia: En el pasado, en el presente y en el porvenir. Valencia: Cuadernos de Cultura, 1930
- El nacionalsocialismo expuesto por Hitler... Madrid: Agencia General de Librería y Artes Gráficas, ¿1930?.
- La libertad de enseñanza. Madrid: Biblioteca del Apostolado de la Verdad, ¿1930?.
- Los sistemas sociales contemporáneos. Colectivismo. Anarquismo. Sindicalismo. Bolchevismo. Madrid: Talleres tipográficos Fénix, 1930 (2.ª ed., corregida y ampliada por el autor)
- Ángel Ganivet, Madrid: Colón, 1930.
- La mujer según los diferentes aspectos de su espiritualidad, 1930.
- Nuevo Ideal de la Humanidad, 1931, Madrid: Morata.
- El amor en la naturaleza, en la historia y en el arte, Madrid: [s.n., 1931] [Galo Saéz]
- El sindicalismo expuesto por Sorel, Agencia General de artes Gráficas, 1934, (2.ª ed.)

### Novelas
- Etapas de una degradación
- Jesús de Nazaret
- Mesalina, 1904.
- Así conquistaba César, Madrid: Los Contemporáneos, 1922

### Teatro
- Muerte militar.

### Conferencias
- «El patriotismo de Jovellanos». Leída el 31 de agosto de 1911.

### Traducciones
- Arthur Schopenhauer, El Mundo como Voluntad y Representación. Traducción de Antonio Zozaya y Edmundo González-Blanco (1896-1902).
- Thomas Carlyle, Sartor Resartus: vida y opiniones del señor Teufelsdrokh. Trad. del inglés por Edmundo González Blanco. Barcelona: Imp. de Henrich, 1905. 2 v.
- William N. Hailman, Historia De La Pedagogía. (Doce Conferencias). Madrid: La España Moderna, s. a.
- James Mark Baldwin, Elementos de psicología; traducción del inglés por Edmundo González-Blanco. Madrid: La España moderna, [19?].
- La nigromancia, (1907).
- Nicolás Maquiavelo, El príncipe comentado por Napoleón Bonaparte.
- J. R. Green, Historia del pueblo inglés. Madrid: Ed. La España Moderna, (¿1890?)
- Alfred Fouillée, La Filosofía de Platón, Madrid: Edit. La España Moderna, (¿19--?) y Buenos Aires: mayo de 1943.
- Evangelios apócrifos (Madrid, 1934, 3 vols., reimpresa en 2 tomos por Hyspamérica Ediciones Argentina, 1985 y México: Consejo Nacional para la Cultura y las Artes, 2001.
- Benedetto Croce, Filosofía práctica en sus aspectos económico y ético; traducción, prólogo y notas por Edmundo González Blanco. Madrid : Francisco Beltrán, 1927 (traducción de la tercera edición italiana).
- Aristóteles, Física, traducción y notas de Edmundo González Blanco. Madrid: Imp. Sáez Hermanos, 1935; reimpresa en Buenos Aires: mayo de 1943.
- Edgar Allan Poe, Berenice 1933
- Edgar Allan Poe, El Misterio De Marie Roget 1928
- Guy de Maupassant, Bola de Sebo 1920